# Hamar Matild
Hamar Matild (Tordas, 1928. március 22. – Budapest, 1976. február 6.) bőrgyógyász.

## Élete
Középiskolai tanulmányait a Hajdúnánási Református Gimnáziumban végezte. A Debreceni Orvostudományi Egyetemen 1952-ben avatták orvosdoktorrá. 1955-ben laboratóriumi, 1960-ban bőrgyógyászati szakképesítést szerzett. 
Egyetemi hallgatóként a debreceni Kórélettani Intézetben működött demonstrátorként, majd a Mikrobiológiai Intézet gyakornoka volt. 1952 és 1957 között az Országos Közegészségügyi Intézet Bakteriológiai, utóbb a Virológiai Osztályán dolgozott. 1957 és 1970 között a Pécsi Orvostudományi Egyetem Bőrgyógyászati Klinikájának adjunktusa volt. 1967-ben öt hónapot töltött egyiptomi klinikákon, s ez idő alatt trópusi bőrbetegségeket és egyéb fertőző bőrbetegségeket tanulmányozott. 1971-től haláláig a budapesti Országos Bőr- és Nemikórtani Intézet tudományos főmunkatársa volt.
Főleg bőrgyógyászati és allergológiai kérdésekkel foglalkozott. Korszerű vizsgáló módszereket vezetett be. Mintegy 40 szakközleménye jelent meg.
Tagja és levéltárosa volt a Magyar Dermatológiai Társulatnak.

## Művei
- Salmonellák előfordulása Magyarországon. Lányi Bélával. (Orvosi Hetilap, 1954, 30.)
- Escherichia coli törzsek patogenitására és antigén szerkezetére vonatkozó vizsgálatok. Kubinyiné Schwanner Mártával. (Orvosi Hetilap, 1955, 23.)
- Az acnevírus jelentősége a hormonális eredetű acne-félék kialakulásában. Melczer Miklóssal, Kiss Gyulával, Róka Edittel. (Orvosi Hetilap, 1961, 32.)
- Adatok a lupus erythematodes kóroktanához. Melczer Miklóssal, Kiss Gyulával, Róka Edittel. (Orvosi Hetilap, 1962, 13.)
- A contact érzékenység szerepe a perioralis dermatitis előidézésében. Temesvári Erzsébettel. (Orvosi Hetilap, 1975, 16.)
- Ragtapasz dermatitis. Temesvári Erzsébettel. (Orvosi Hetilap, 1975, 38.)
- A cellularis immunitás vizsgálata a bőrre tett dinitrochlorbenzollal. (Orvosi Hetilap, 1975, 39.)